# Woodmancott
Woodmancott är en by i civil parish Micheldever, i distriktet Winchester, i grevskapet Hampshire i England. Byn är belägen 15 km från Winchester. Woodmancott var en civil parish fram till 1985 när blev den en del av Micheldever och Candovers. Civil parish hade 31 invånare år 1961. Byn nämndes i Domedagsboken (Domesday Book) år 1086, och kallades då Udemanecote.